# Kisszilva
Kisszilva (szlovákul: Malý Slivník) község Szlovákiában, az Eperjesi kerület Eperjesi járásában.

## Fekvése
Eperjestől 14 km-re északra fekszik.

## Története
A falut 1248-ban „Ujszilva” néven említik először, de valószínűleg már a 13. század előtt is létezett. 1253-ban „Silwan” néven találjuk. Sáros várának tartozéka, majd 1389-ben Luxemburgi Zsigmond a Rozgonyiaknak adta, akik a 16. századig voltak birtokosai. 1427-ben „Kyssilua” alakban említik és ugyanekkor 24 portája adózott. 1523-ban Tarca és Kéked falvakkal együtt a Bornemissza család birtoka lett. 1789-ben 24 házában 187 lakos élt.
A 18. század végén Vályi András így ír róla: „N. Szilva, Kis Szilva. Két tót faluk Sáros Várm. Nagynak földes Ura Okolicsányi Uraság; ennek pedig Bornemisza Úr; lakosaik többfélék, fekszenek Ternyéhez közel, és annak filiáji; határbéli földgyeik középszerűek, piatzok nints meszsze.”
1828-ban 32 háza és 245 lakosa volt. Lakói erdei munkákkal, mezőgazdasággal, szövéssel foglalkoztak. A 19. században homokbányája működött.
Fényes Elek 1851-ben kiadott geográfiai szótárában így ír a faluról: „Szilva (Kis-), tót falu, Sáros vmegyében, Ternyéhez 1/2 órányira, 210 kath., 5 zsidó lak. F. u. Okolicsányi. Ut. p. Bártfa.”
1920 előtt Sáros vármegye Kisszebeni járásához tartozott.

## Népessége
| Év:            | 1994. | 2004.    | 2014.    | 2024.    |
| -------------- | ----- | -------- | -------- | -------- |
| Emberek száma: | 524   | 722      | 890      | 1122     |
| Eltérés:       |       | +37,78 % | +23,26 % | +26,06 % |

| Év:            | 2023. | 2024. |
| -------------- | ----- | ----- |
| Emberek száma: | 1100  | 1122  |
| Eltérés:       |       | +2 %  |

1910-ben 242, túlnyomórészt szlovák lakosa volt.
2001-ben 640 lakosából 546 szlovák és 91 cigány volt.
2011-ben 824 lakosából 575 szlovák és 181 cigány.

## Nevezetességei
- Szűz Mária tiszteletére szentelt római katolikus temploma 14. századi eredetű, 1730-ban újjáépítették.